# Christian Werner
Christian Werner (Bad Schwalbach, 28 juni 1979) is een voormalig Duits wielrenner. Hij was prof van 2001 tot en met 2005. In zijn laatste jaar als prof deed hij aan zijn eerste en laatste grote ronde mee. In de Giro d'Italia eindigde hij als 58e.
In 2006 zat hij verwikkeld in een dopingaffaire. En beëindigde zijn carrière.

## Belangrijkste overwinning
- 2002 Edermünde

## Resultaten in voornaamste wedstrijden
| Jaar | Ronde van Italië | Ronde van Frankrijk | Ronde van Spanje |
| ---- | ---------------- | ------------------- | ---------------- |
| 2003 |                  |                     | 27e              |
| 2005 | 58e              |                     |                  |